# ローレンス・アティ＝ジギ
ローレンス・アティ＝ジギ（英語: Lawrence Ati-Zigi、1996年11月29日 - ）は、ガーナのサッカー選手。ガーナ代表。FCザンクト・ガレン所属。ポジションはGK。

## 経歴

### クラブ
2015年にレッドブル・ガーナから同じレッドブル系列のFCリーフェリングに加入し選手となった。
2017年にリーグ・ドゥのFCソショー＝モンベリアルに完全移籍した。
2020年にスイス・スーパーリーグのFCザンクト・ガレンに完全移籍した。

### 代表
2017年8月23日、コンゴ共和国代表との2018 FIFAワールドカップ・アフリカ3次予選に臨むA代表で初招集を受けた。初出場は翌年6月7日に行われたアイスランド代表との親善試合となった。その後、アフリカネイションズカップ2019、アフリカネイションズカップ2021を経て2022 FIFAワールドカップのメンバーに招集された。

## 代表歴

### 出場大会
- ガーナ代表
  - 2022 FIFAワールドカップ

### 試合数
- 国際Aマッチ 19試合 0得点（2017年-）[5]

| ガーナ代表 | 国際Aマッチ | 国際Aマッチ |
| 年         | 出場        | 得点        |
| ---------- | ----------- | ----------- |
| 2017       | 1           | 0           |
| 2018       | 1           | 0           |
| 2019       | 2           | 0           |
| 2020       | 1           | 0           |
| 2021       | 2           | 0           |
| 2022       | 7           | 0           |
| 2023       | 5           | 0           |
| 2024       |             |             |
| 通算       | 19          | 0           |

## タイトル

### 個人
- スーパーリーグ月間最優秀選手賞 : 1回 (2022年11月)[6]